# Rhamphostomella scabra
Rhamphostomella scabra is een mosdiertjessoort uit de familie van de Umbonulidae. De wetenschappelijke naam van de soort is, als Eschara scabra, voor het eerst geldig gepubliceerd in 1780 door de Deense zoöloog Otto Fabricius.